# Sean Maitland
Pour les articles homonymes, voir Maitland.

a Compétitions nationales et continentales officielles uniquement.

b Matchs officiels uniquement.
Dernière mise à jour le 19 mars 2025.
Sean Maitland, né le 14 septembre 1988 à Tokoroa (Nouvelle-Zélande), est un joueur international écossais de rugby à XV évoluant aux postes d'ailier ou d'arrière.
Son cousin, Quade Cooper, est international australien de rugby à XV.

## Biographie
Sean Maitland est d'origine écossaise par son père et Maori par sa mère. C'est un cousin de Quade Cooper qui joue avec l'équipe d'Australie. Maitland joue avec des équipes scolaires de Nouvelle-Zélande en 2005 et 2006. Il pratique également l'athlétisme avec des records à 11,28 s et 22,30 s respectivement sur 100 mètres et sur 200 mètres. Il lance le disque à 45,46 m.
Maitland dispute une rencontre en 2006 avec Waikato avant de s'engager avec Canterbury pour la saison suivante de National Provincial Championship. Il joue son premier match et marque à cette occasion son premier essai avec Canterbury en 2007 contre Bay of Plenty. 
Il fait partie de l'équipe de Nouvelle-Zélande championne du monde des moins de 19 ans en 2007 et des moins de 20 ans en 2008. Il marque quatre essais lors du Championnat du monde junior en 2008. Il débute dans le Super 14 avec les Crusaders en 2008, à l'occasion d'un match contre les Brumbies. Il ne dispute qu'un match avec les Crusaders en 2009 à cause d'une blessure aux ischio-jambiers.
En 2010, il est sélectionné pour jouer avec l'équipe des Māori de Nouvelle-Zélande,. En 2011, il marque quatre essais lors d'un match de Super Rugby et égale ainsi le record de cette compétition. Sur l'ensemble de la saison, il fait partie des trois meilleurs marqueurs d'essais avec neuf réalisations. Cette saison-là, il dispute la finale du Super Rugby avec les Crusaders mais s'incline face aux Queensland Reds.
Sean Maitland s'engage avec les Glasgow Warriors en octobre 2012, et prend la nationalité sportive écossaise. Son premier match avec le XV du Chardon a lieu le 2 février 2013 face à l'Angleterre lors du Tournoi des Six Nations. Ses performances en équipe nationale et en club, lui permettent de participer à la Tournée de l'équipe des Lions britanniques et irlandais 2013 en Australie.
Lors du premier match du Tournoi des Six Nations 2014 face à l'Irlande, Maitland se blesse dans un choc aérien avec l'Irlandais David Kearney. Obligé de quitter le terrain, souffrant d'une commotion cérébrale et d'une blessure à la jambe droite, il est indisponible pour une durée de huit semaines, lui faisant manquer la suite du Tournoi .
Le 22 janvier 2015, les London Irish annoncent la signature de Maitland pour la saison 2015-2016. À la fin la saison, le club est relégué en RFU Championship. Étant au terme de son contrat, il décide de s'engager pour deux ans avec les Saracens.
Les Saracens réalisent une bonne saison 2019-2020 sur le plan sportif, cependant, le club est relégués administrativement en deuxième division à partir de la saison suivante à cause du non-respect du plafond salarial. Malgré cette situation, Sean Maitland décide de rester fidèle à son club et de continuer à jouer avec, même en deuxième division. Il joue ainsi la saison 2020-2021 en RFU Championship, la deuxième division anglaise. Il participe à neuf rencontres de championnat, qui voit son équipe se qualifier en finale. Les Sarries affrontent les Ealing Trailfinders et s'imposent facilement 60 à 0 à l'aller et 57 à 15 au retour avec un notamment un essai de Maitland. Les Saracens sont donc de retour en première division après seulement une saison jouée à l'échelon inférieur.
En mai 2023, il est titulaire lors de la finale du Championnat d'Angleterre remportée 35 à 25 face aux Sale Sharks.
Un an plus tard, en mai 2024, il met un terme à sa carrière sportive.

## Statistiques

### En club
- 45 matchs de National Provincial Championship avec Canterbury (19 essais).
- 54 matchs de Super Rugby avec les Crusaders (23 essais).
- 22 matchs de Pro12 avec les Glasgow Warriors (7 essais).
- 51 matchs de Coupe d'Europe/Champions Cup (15 essais) dont 16 avec les Glasgow Warriors et 35 avec les Saracens.
- 112 matchs de Championnat d'Angleterre (39 essais) dont 14 avec les London Irish et 98 avec les Saracens.
- 7 matchs de Challenge européen (5 essais) dont 4 avec les London Irish et 3 avec les Saracens.
- 9 matchs de Championnat d'Angleterre de 2e division avec les Saracens (7 essais).

### En équipe nationale
- 53 sélections (48 fois titulaire, 5 fois remplaçant)
- 75 points (15 essais)
- Sélections par année : 8 en 2013, 7 en 2014, 5 en 2015, 6 en 2016, 3 en 2017, 8 en 2018, 7 en 2019, 6 en 2020, 3 en 2021
- Tournois des Six Nations disputés : 2013, 2014, 2016, 2017, 2018, 2019, 2020, 2021

En Coupe du monde :
- 2015 : 4 sélections (Japon, États-Unis, Samoa, Australie), 5 points (1 essai)
- 2019 : 2 sélections (Irlande, Samoa), 5 points (1 essai)

## Palmarès

### En club, franchise et province
- Vainqueur du National Provincial Championship en 2008, 2009, 2010, 2011 et 2012 avec Canterbury.
- Vainqueur du Super 14 en 2008 avec les Crusaders.
- Finaliste du Super Rugby en 2011 avec les Crusaders.
- Finaliste du Pro12 en 2014 avec les Glasgow Warriors.
- Vainqueur du Pro12 en 2015 avec les Glasgow Warriors.
- Vainqueur de la Coupe d'Europe en 2019 avec les Saracens.
- Vainqueur du Championnat d'Angleterre en 2018, 2019 et 2023 avec les Saracens.
- Vainqueur du Championnat d'Angleterre de 2e division en 2021 avec les Saracens.

### En équipe nationale
- Vainqueur du Championnat du monde junior en 2008 avec l'équipe de Nouvelle-Zélande des moins de 20 ans.

### Distinctions personnelles
- Meilleur marqueur du Super Rugby en 2011 (9 essais).